# Christopher Wehrmann
Christopher Wehrmann (* 27. September 1976 in Frankfurt am Main) ist ein deutscher Moderator und Sportjournalist.

## Leben und Karriere
Wehrmann studierte von 1998 bis 2005 Rechtswissenschaften in Freiburg. Anschließend machte er bis 2006 ein Volontariat bei TV Südbaden in Freiburg. Von 2007 bis 2011 war er Sportredakteur und -reporter beim ZDF. Danach war er Moderator bei Sky Sport News HD von 2011 bis 2016. Aktuell ist er Moderator beim ZDF und präsentiert dort die heute-Xpress-Nachrichten.
Vertretungsweise präsentiert er die heute-Nachrichten um 12 und 17 Uhr. Im April 2021 moderierte er vertretungsweise auch Leute heute sowie im September 2021 hallo deutschland und die ZDF-Drehscheibe. Bereits seit 2021 moderierte er das heute journal up:date vertretungsweise, seit 2022 fungiert er als Hauptmoderator. Ende August 2023 moderierte er erstmals in Vertretung für Hanna Zimmermann zusammen mit Christian Sievers das heute journal um 21.45 Uhr. Seit Juni 2024 ist er als Vertretung wieder im Einsatz.
Er lebt in Bad Kreuznach.

## Fernsehmoderationen

### Derzeitige Moderationen
| Einstieg    | Sendung                              |
| ----------- | ------------------------------------ |
| 2016        | heute Xpress (ZDF)                   |
|             | heute-Nachrichten (ZDF)              |
| 2021        | heute journal up:date (ZDF)          |
| August 2024 | Nachrichtenblock heute journal (ZDF) |

### Ehemalige/Einmalige Moderationen
| Einstieg       | Ausstieg       | Sendung                 |
| -------------- | -------------- | ----------------------- |
| 2011           | 2016           | Sky Sport News HD       |
| April 2021     | April 2021     | Leute heute (ZDF)       |
| September 2021 | September 2021 | hallo deutschland (ZDF) |
| September 2021 | September 2021 | Drehscheibe (ZDF)       |